# 12238 Actor
12238 Actor è un asteroide troiano di Giove del campo greco. Scoperto nel 1987, presenta un'orbita caratterizzata da un semiasse maggiore pari a 5,1752722 UA e da un'eccentricità di 0,1231676, inclinata di 21,09259° rispetto all'eclittica.
L'asteroide è dedicato ad Attore, il presunto padre dei guerrieri greci Eurito e Cteato.